# Aspidosperma-Alkaloide

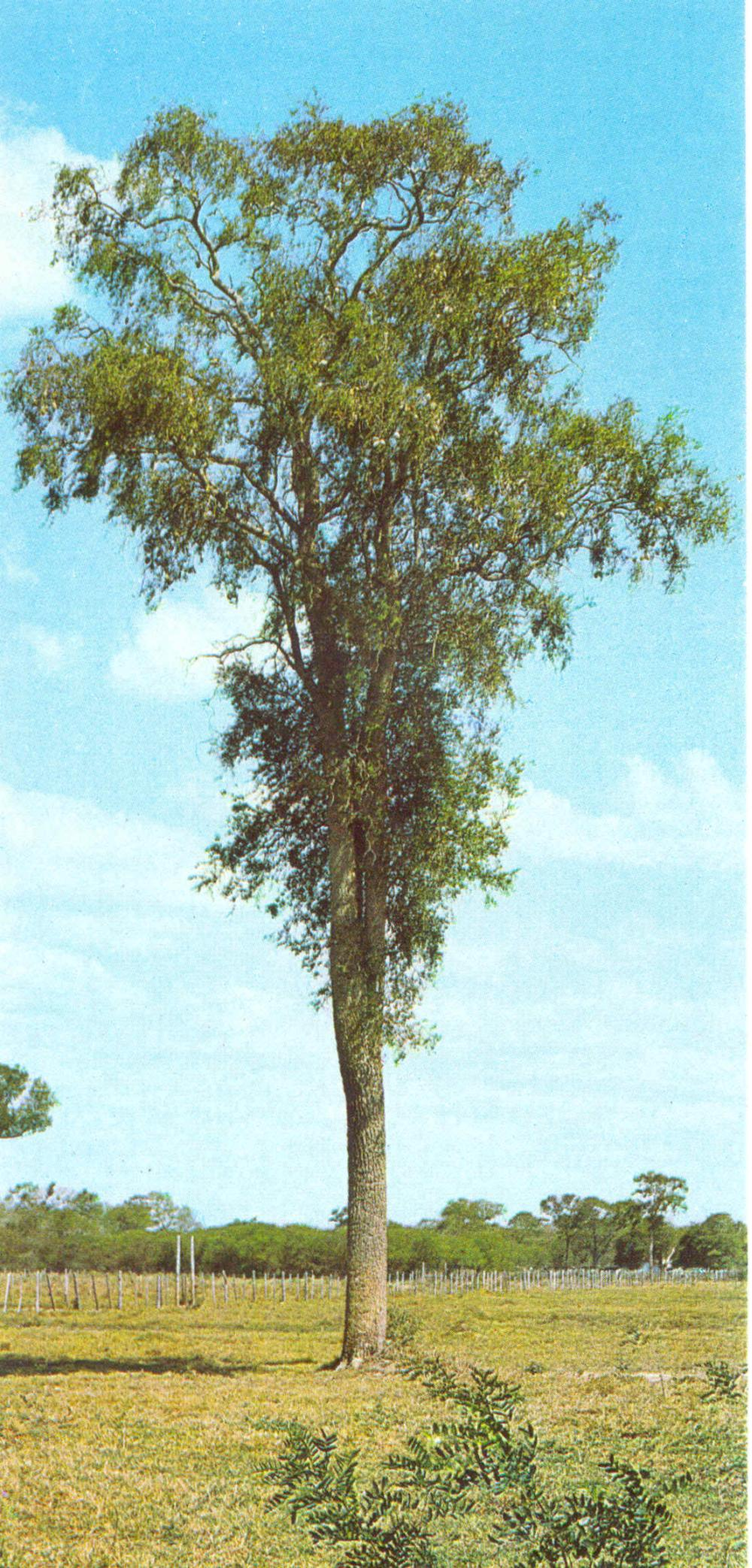
Quebrachobaum (Aspidosperma quebracho-blanco)

Aspidosperma-Alkaloide sind Naturstoffe des Indol-Alkaloid-Typs. Sie kommen u. a. in Aspidosperma-Arten in der Familie der Hundsgiftgewächse (Apocynaceae) vor.

## Vorkommen
Das Aspidospermidin und Quebrachamin wurden aus dem in Argentinien, Bolivien und Chile heimischen Quebrachobaum (Aspidosperma quebracho-blanco) isoliert. Aus diesem und weiteren Aspidosperma-Arten wurde auch Aspidospermin isoliert. 
Die Baumrinde des Quebrachobaums wird als Quebracho-Rinde gehandelt. Extrakte der Droge wirken atemerregend und dienten der Linderung bei Asthma.

## Vertreter

Aspidospermin (CAS-Nr.)
Aspidospermidin (CAS-Nr.)
Quebrachamin (CAS-Nr.)
Vincamin (CAS-Nr.)

Es gibt mehr als hundert Aspidosperma-Alkaloide. Wichtige Vertreter sind u. a. Aspidospermin, Aspidospermidin, Quebrachamin, Yohimbin und Vincamin.
- Aspidospermin 
 (CAS-Nr. 466-49-9) 

- Aspidospermidin 
 (CAS-Nr. 2912-09-6) 

- Quebrachamin 
 (CAS-Nr. 4850-21-9) 
 
- Vincamin 
 (CAS-Nr. 1617-90-9) 

### Stereochemie
Wenn in diesem Artikel oder in der wissenschaftlichen Literatur eines dieser Alkaloide ohne weiteren Namenszusatz benannt wird, steht eigentlich:
- Aspidospermin für (−)-Aspidospermin,

- Aspidospermidin für (+)-Aspidospermidin,

- Quebrachamin für (−)-Quebrachamin und

- Vincamin für (+)-Vincamin.

Die Klammerausdrücke stehen für den Drehsinn der optischen Aktivität dieser Substanzen.